# João d’Almeida
Boquinha, właśc. João d’Almeida (ur. 3 listopada 1933 w Salvador) – brazylijski piłkarz, występujący na pozycji ofensywnego pomocnika.

## Kariera klubowa
Boquinha występował w Vitórii Salvador.

## Kariera reprezentacyjna
W reprezentacji Brazylii Boquinha zadebiutował 15 września 1957 w przegranym 0-1 meczu z reprezentacją Chile, którego stawką było Copa Bernardo O’Higgins 1957. Był to jego jedyny występ w reprezentacji.